# 鬼剣舞

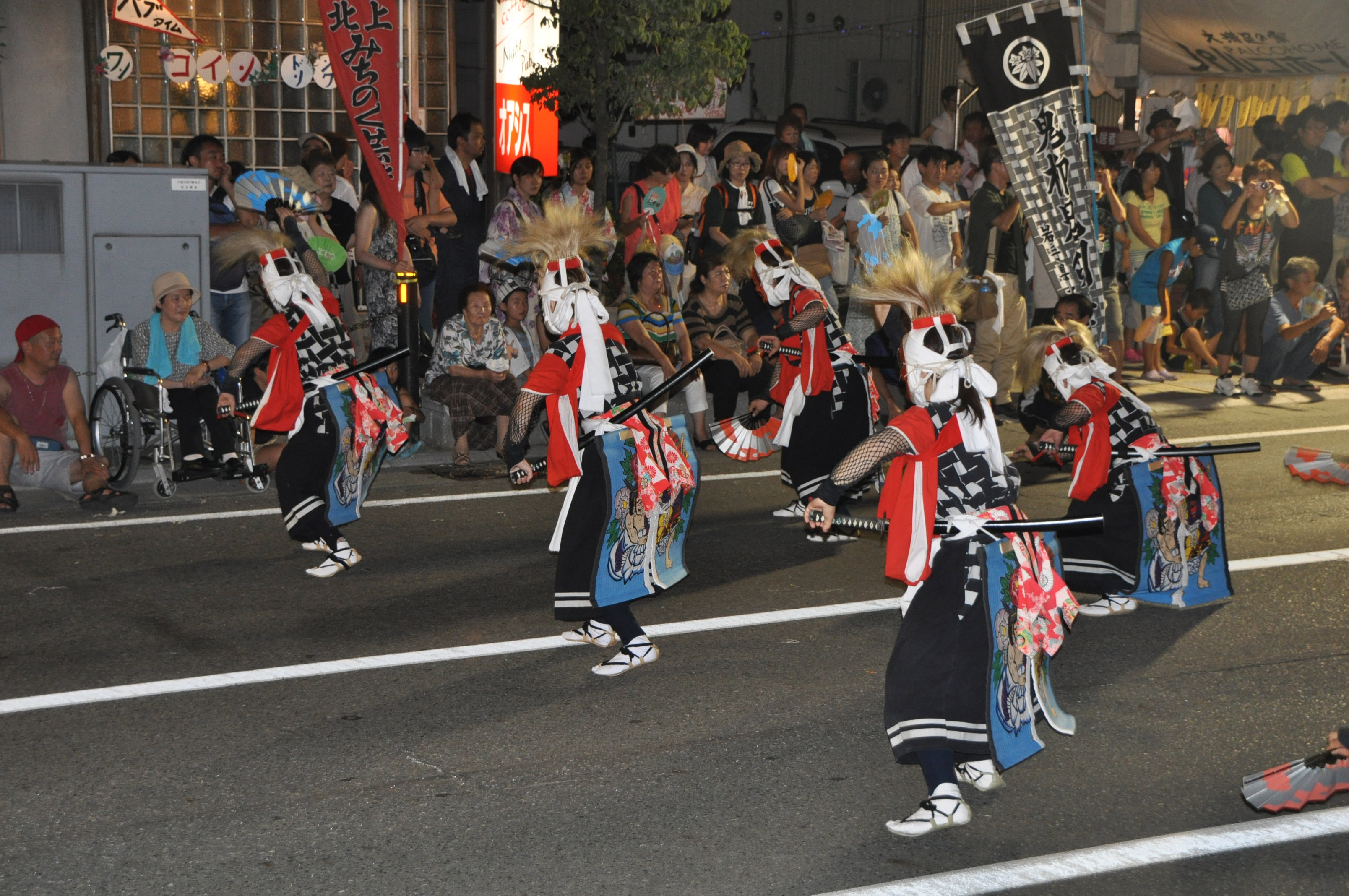
鬼剣舞（北上・みちのく芸能まつり2012で）

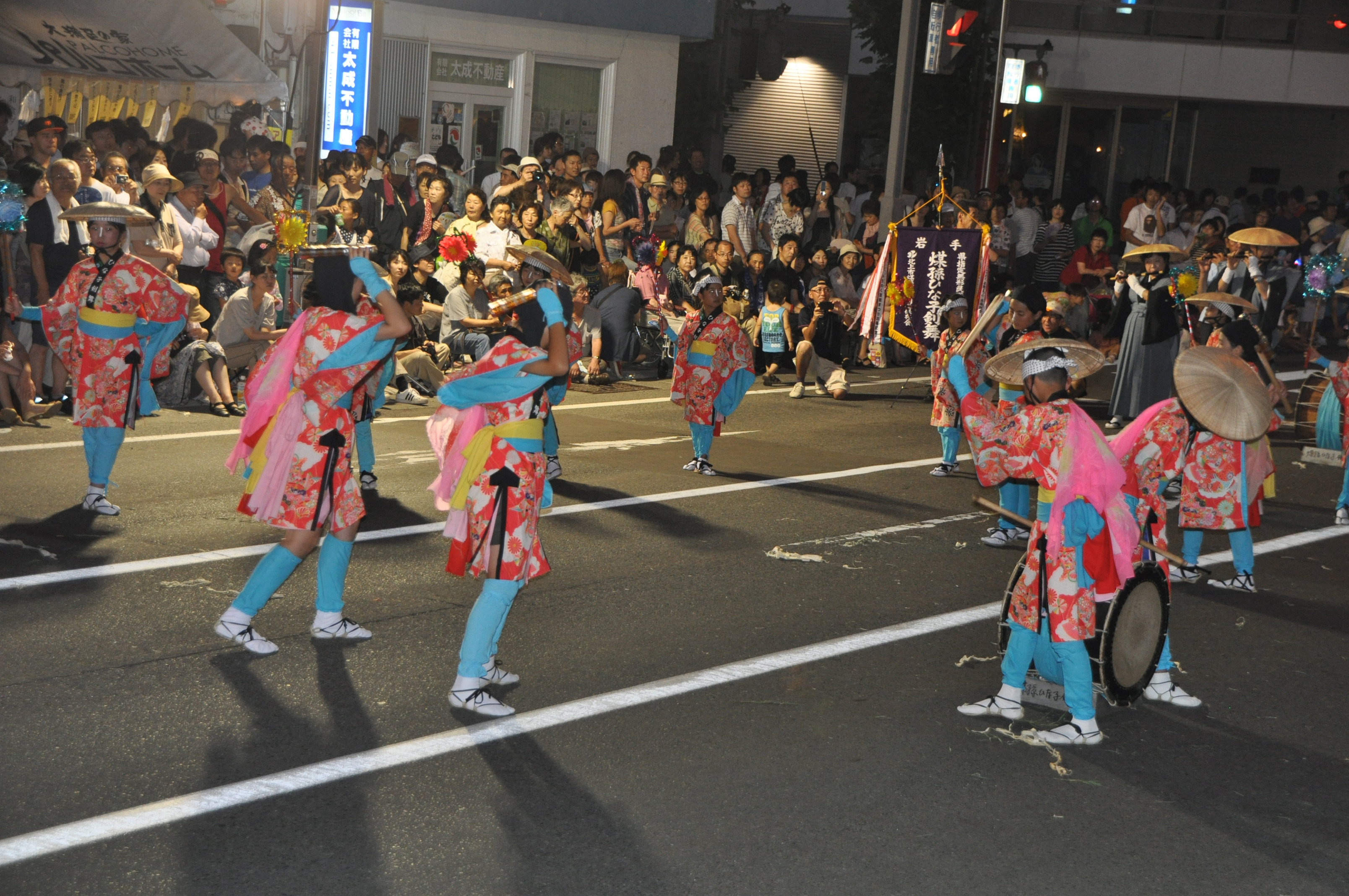
子供たちも負けずに鬼剣舞（北上・みちのく芸能まつり2012で）

鬼剣舞（おにけんばい）は、岩手県北上市周辺に伝わる伝統芸能である。地元では、剣舞を「けんべぇ」とも言う。
北上・みちのく芸能まつりを初め、この地方の夏祭りなどで盛んに披露されるほか、小・中学校の運動会のアトラクションとしても演じられ、地元に根付いている。複数の踊り組団体がある（後述、鬼剣舞伝承系統、鬼剣舞伝承系図、参照）。1993年（平成5年）12月13日に代表的な北上市の岩崎鬼剣舞と滑田鬼剣舞の2団体・奥州市の朴ノ木沢念仏剣舞と川西大念佛剣舞の2団体が一括し、国の重要無形民俗文化財「鬼剣舞」として指定された。

## 概要
念仏踊りに分類される。正式には念仏剣舞の一つであるが、威嚇的な鬼のような面（仏の化身）をつけ勇壮に踊るところから、明治後期以降（1897年(明治30年)頃）に「鬼剣舞」と呼称されるようになったとみられる。（→ 下記、鬼剣舞伝承系統 - 岩崎系譜 - 御免町鬼剣舞の項参照）かつては男性が演じることがほとんどであったが、最近では女性の演じ手も増えている。
この踊りの独特の歩行に、修験道の鎮魂の呪術のひとつ「反閇（へんばい）」がある。陰陽道で用いられる呪術的歩行のひとつで、「大地を踏み悪魔を踏み鎮め、場の気を整えて清浄にする目的で行われる舞い」の要素と、念仏によって御霊や怨霊を往生させて、災厄を防ぐ浄土教由来の信仰的要素が見られる。

## 編成
- 庭元（座元）[2]、囃子方[3]「太鼓（1人）、笛（1 - 4人）、手平鉦（てびらがね）（1 人）」、踊り手（8人編成を基本）[4]。これにカッカタ（道化面）、晴衣の少年（または少女）の胴取りが付属するのが本来の姿とされている。
- 念仏は太鼓・手平鉦が唱える。

## 鬼の面
- 面の色は五色。鬼ではなく仏なので面には角はない。
- 色は陰陽五行説による四季、方位を表すと共に五大明王を表している。

- 青面：東、春、降三世明王、赤面：夏、南、軍荼利明王、白面：西、秋、大威徳明王、黒面：北、冬、金剛夜叉明王、黄面：カッカタ（道化面）不動明王
- 踊り手の中心は白面[5]、他の面は「阿（あ）口が開いている」と「吽（うん）口が閉じている」の面をそれぞれつける。
- 白面はリーダーであり1人しかいない。もっとも踊りのうまい人のみがつけられる。ちなみに一人加護を踊れるのはこの白面をつけた者のみとされている。白面をつける者を一剣舞（いちけんばい）と呼ぶ。

## 装束

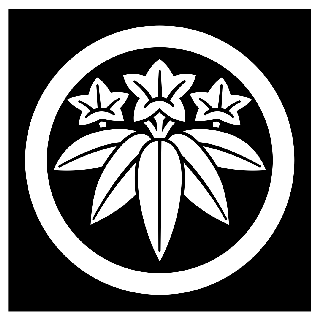
丸に笹竜胆
（和賀氏（源氏）の家紋）

鬼剣舞の現在の装束は昭和の初期に確立された。それ以前は、胆沢地方に伝わる念仏剣舞の装束と同様の出で立ち（いでたち）だった。
格子模様の「身ごろ」に赤の「平口袖（ひらくちそで）」（袖は大きめ）をつけ、紺地に白の竜胆（りんどう）模様（丸に笹竜胆紋 - 和賀氏（源氏）の家紋）の「胸当（むねあて）」、「広口袴（ひろぐちばかま）」をはき、「白の帯」をしめ赤の「たすき」をかける。後腰に「大口ゴザ」を結い、「脱垂（ぬぎだれ」を重ねて結い「大刀」を上反りに差す。すねに「脚絆（きゃはん）」をはき、「白足袋」に「わらじ」を履く。顔に白布の「オトゲ回し」をし、頭に「毛采（けざい）」をのせ、白布の「鉢巻」をし、「面」（前述の鬼の面）をつける。腕に「鎖帷子（くさりかたびら）」（昔は手に不動の荒縄を意味する縄を三巻巻いていた。）、手に「手甲」をつけ、左中指に「赤い金剛杵（こんごうしょ）」をはさみ、右手に「扇子」を持つ。

## 鬼剣舞の演目
演目の種類は踊り組によって若干異なる。（南下幅等の念仏剣舞は演目の種類、呼称、所作等異なるものがある。）南下幅念仏剣舞から指導を受けた当初の演目数は現在より少なかった。ここには20演目書いているが現在は18演目となっている。
01．一番庭
格調の高い全体に緩やかな踊りで、他の種目の基本でもある。「礼舞」とも称し、引き念仏から早念仏となり、せんや念仏が唱えられ踊る。扇の舞から三踊りに入り次いで扇の輪踊りとなり引込み舞で終わる。（元来は悪魔を払う呪術の九字を切る所作が踊りの中に仕組まれていた。現在は南下幅念仏剣舞等で、この九字を切る踊りを見る事が出来る。）	　
02．一番庭の狂い
別名：扇（おうぎ）合（あ）わせ。
一番庭を表踊とすれば、この踊りは裏を支える格調高い踊りである。
扇を高く二人で合わせる優雅な舞である。扇の舞と素手の舞とで構成され、技術の込んだ踊りである。
03．二番庭
神社仏閣参詣の際、最初に振り込む踊りとされ、大体一番庭と同じであるが、一段と華麗であり、動作も激しさがある。神前においてはこの二番庭を先にやる。
04．三番庭
振り込みは一列に庭造りに入り、早念仏・せんや念仏を唱え踊られ、次いで三踊りには入る勇壮な踊りである。（元来は金剛杵の呪術が踊りの中に仕組まれていた。）
05．三番庭の狂い
踊りも曲も変化に富み、軽快で活気に満ちた踊りである。扇の舞と素手の舞とに分かれ、二人で組みまたは離れ勇壮に舞う。
06．刀剣舞
踊りは太刀踊りが主体で、一番庭が扇の舞なら刀剣舞は太刀踊りである。一番庭とは対照的な勇壮な踊りである。
07．刀剣舞の狂い
刀剣舞の風格の裏に躍動的に要所を締め、太刀を合わせ激しく交差し打ち合う。
また背に相対する動作など武技を競う連相があり、武者を彷彿させる。狂い踊りは全て振り込み念仏の略された形となり、踊りも八人の制約から解かれる。
08．一人加護（ひとりかご）
別名：一人イカモノ（偉者、怒者）、押込（おっこみ）ともいう。
鬼剣舞の踊り種目の中では一番庭、八人加護と共に剣舞を代表する演目で、扇の舞、刀の舞、素手の舞いの三部から構成され、四方を固め乍ら白面（一剣舞）のみが一人で勇壮に舞う。
09．二人加護（ふたりかご）
別名：二人イカモノ（偉者、怒者）。
剣舞の代表的な演目の八人加護を二人だけで舞う踊り。八人加護とは異なる刀のかいくぐりがある。
10．三人加護（さんにんかご）
別名：三人イカモノ（偉者、怒者）。現在は滑田剣舞系の踊組みと口内鬼剣舞で踊られている。
扇の舞は二人で踊り、拍子は一人加護と同じ。幣舞に入って三人となり、二人は太刀、一人は幣を振りかざし、拍子は神楽拍子に変わる。悪魔退散・五穀豊穣の祈祷舞でもある。
11．八人加護（はちにんかご）
別名：八人イカモノ（偉者、怒者）。
一番庭が正式な儀礼舞であるが、この八人加護は踊りも曲も変化に富み、八人が刀を持ち、輪になり刀をかいくぐり勇壮に踊る。
12．狐剣舞
滑田剣舞系の踊組みと口内鬼剣舞で踊られている。
狐面をつける一人舞で、急病で踊り手が一人欠けた時、稲荷大明神の化身の狐が代わって補い、無事に奉納を終えたという伝説がある。
神秘的な妖気をはらみ、扇の舞・太刀の舞をし、その後急テンポとなり、素手の舞から激しい跳躍となって終わる。足に独特な所作があり、神楽拍子で踊られる。
13．ムギリ
別名：紋切り舞。めったに踊られない。
両手に太刀を持った3人（或いは2人）が輪踊りする演目である。
鬼剣舞の演目の中でいちばん短い演目。
14．宙返り
膳舞と共に曲芸を思わせる踊りで、一本から八本までの太刀をかざし大きく回転する、余興的な演目である。1本〜７本は手で持ち残りの１本は口に咥えて舞う。
15．カニムクリ
二人で宙返り、車座、風車など、曲芸的な演目である。団体によって側転をするところなどちょっとした違いも楽しめる。
16．膳舞
別名：平木（へぎ）まわし。
最初より膳、又は盆を二枚持ち、持って踊る余興的な演目である。手さばき良く右に左に跳び又は空転して舞う。
17．カッカタ
道化面を被った踊り手が、金剛杖を2本持って、振ったり交差させたり腿の間を出し入れしたりして、飛び跳ね走り回る。庭ものの合間に踊る息抜き的な演目である。
18．胴取り
雛子剣舞の少女が踊るイメージを持って太鼓を打つ所作を引き継いだ踊りである。一番庭の八人踊りと一緒に踊られる事が多い。
19．梯子踊り
昭和三十年まであった演目だが現在は中止している。
20．三島踊り
この踊りは田村麻呂と大武丸との戦いに立エボシ（烏帽子）の女が介入する踊りである。
明治5年水沢の南都田（南下幅）から移入した踊りで、これは神楽の中にあったものを剣舞化したものといわれ明治5年神佛混淆が太政官布告で禁止されて後中止されている。

## 鬼剣舞伝承系統
現在、鬼剣舞の系譜で活動している踊り組は岩手県北上市内に13団体、県内は北上市外に4団体、県外に6団体ある。なお、南下幅念仏剣舞は鬼剣舞ではなく、念仏剣舞である。
南下幅念仏剣舞（みなみしたはばねんぶつけんばい） - （奥州市胆沢南都田 - 旧地名：南下葉場村）奥州市指定無形民俗文化財
1791年（寛政3年：江戸中期）以来、現在まで絶えることなく昔の踊りの原形を引き継いで伝承されており、主に地元での先祖供養のために踊られてきた。（1850年（嘉永3年：江戸後期）の剣舞供養塔が南都田地区（旧地名：南下葉場村）に現存する。）
岩崎鬼剣舞（いわさきおにけんばい） - （北上市和賀町岩崎）国の重要無形民俗文化財（1993年（平成5年）12月13日指定）
鬼剣舞としての元祖の踊り組である。（元々の踊りの呼称は「鬼剣舞」ではなく「岩崎剣舞」であった。）　最古の史料としては、1732年（享保17年：江戸中期）の 「念仏剣舞傳」という秘伝書が現存している。
岩崎に最初に念仏剣舞が伝えられたのは、いつ、どこからなのか、また江戸期に於ける念仏剣舞としての活動はどのようなものであったのか等、詳細は明らかになっていない。その後、明治期に伝承を失いかけたということで、前述の南下幅念仏剣舞（奥州市胆沢南都田）との交流（明治初年～）もあり現在に至っている。勇壮で華麗な踊りにはファンが多く、国内/海外ともに公演依頼が多い。
そして2023年11月30日にユネスコ無形文化財の「風流踊り」に登録される。
川岸剣舞（かしけんばい）（現在踊られていない）
現 北上市川岸地区に伝承されていた念仏剣舞である。

### 鬼剣舞系譜
南下幅念仏剣舞（みなみしたはばねんぶつけんばい） - 奥州市指定無形民俗文化財
鬼剣舞の源流となった念仏剣舞の踊り組である。明治期に岩崎、及び相去に念仏剣舞を指導していた。踊りの所作等は元来の念仏剣舞である。
岩崎鬼剣舞（いわさきおにけんばい） - 国の重要無形民俗文化財（1993年12月13日指定）、ユネスコ無形文化財（2023年11月30日指定）　　鬼剣舞としての源流、宗家の踊り組みである。
相去鬼剣舞（あいさりおにけんばい）（三十人町）（さんじゅうにんまち）
1890年（明治23年）頃に南下幅念仏剣舞（奥州市胆沢南都田）から指導を受けるが、戦中から戦後に一時中断する。復活するために1959年（昭和34 年）に岩崎鬼剣舞の指導を受けた。
御免町鬼剣舞（ごめんまちおにけんばい）
1892年（明治25年）頃から岩崎鬼剣舞より指導を受け、1897年(明治30年)に秘伝書を伝授された。この際、御免町鬼剣舞から岩崎鬼剣舞へ提出した誓約書の中で「鬼剣舞」という名称が初めて用いられ、以後「鬼剣舞」と呼ばれるようになった。1899年（明治32年）に岩崎鬼剣舞より相伝。1910年（明治43年）に北鬼柳鬼剣舞、1923年（大正12年）に長沼鬼剣舞を指導したが、どちらの踊り組も伝承が途絶えている。
滑田鬼剣舞（なめしだおにけんばい）（滑田系宗家）- 国の重要無形民俗文化財（1993年（平成5年）12月13日指定）
1901年（明治34年）岩崎鬼剣舞から相伝。相伝後、飯豊鬼剣舞、谷地鬼剣舞、村崎野鬼剣舞（中断）、二子鬼剣舞、函館鬼剣舞を指導した。伝承された頃の踊りを現在に伝え、華やかな扇の使い方、流れるような踊りの所作等も特徴である。滑田鬼剣舞には、岩崎鬼剣舞が廃した三人加護と、滑田鬼剣舞独自の「狐剣舞」が伝えられている。
北鬼柳鬼剣舞（きたおにやなぎおにけんばい）（現在踊られていない）
1910年（明治43年）頃からに御免町鬼剣舞から指導を受け、大正2年（1913年）に秘伝書を伝授されたが現在は伝承が途絶えている。
飯豊鬼剣舞（いいとよおにけんばい）
1910年（明治43年）滑田鬼剣舞から相伝された。第二次大戦中には中断もあったが、1948年（昭和23年）頃に復活した。
鬼柳鬼剣舞（おにやなぎおにけんばい）
鬼柳町六軒に明治時代の剣舞面が残り、剣舞があったとする。今の鬼柳鬼剣舞は岩崎鬼剣舞を祖とする系譜に属し、1938年（昭和13年）頃から取り組み、1941年（昭和16年）に六軒鬼剣舞として復興。1954年（昭和29年）の市制施行と同時に鬼柳鬼剣舞と改称した。この間、秘伝書伝授式を挙行、伝承館建設、供養碑建立、道場を設置。
谷地鬼剣舞（やちおにけんばい）
1912年（大正元年）滑田鬼剣舞から相伝。1933年（昭和8年）供養碑を現在地に移転し、式典を執行。1965年（昭和40年）代に一時中断したが、1977年（昭和52年）に復活した。
村崎野鬼剣舞（むらさきのおにけんばい）（現在踊られていない）
1914年（大正3年）滑田鬼剣舞から指導を受け巻軸を伝授されたが現在は伝承が途絶えている。
南笹間鬼剣舞（みなみささまおにけんばい）（花巻市）
伝承の詳細は不明だが、他の多くの踊り組みが時流に流され踊りが変化してしまっている中、伝承された頃の剣舞の型を現在も演じている貴重な踊り組である。1918年（大正7年）、北藤根鬼剣舞を指導した。現在は途絶えている。
北藤根鬼剣舞（きたふじねおにけんばい）
1918年（大正7年）、南笹間鬼剣舞から相伝し、さらに1923年（大正12年）には改めて岩崎鬼剣舞から相伝を受けた。1976年（昭和51年）改めて岩崎鬼剣舞から指導を得て体制を整えるが中断。近年10代、20代の若い世代で復活した。
長沼鬼剣舞（ながぬまおにけんばい）（現在踊られていない）
1923年（大正12年）に御免町鬼剣舞から指導を受けたが現在は伝承が途絶えている。
二子鬼剣舞（ふたごおにけんばい）
1956年（昭和31年）滑田鬼剣舞から相伝された。1951年（昭和26年）に子安地蔵尊例祭奉納を初演とし、 1954年（昭和29年）に全日本民舞踊大会において三人加護で優勝し鬼剣舞を全国に知らしめた、かつての鬼剣舞のスター的存在の踊り組である。なお、全日本民舞踊大会において優勝した演目の三人加護は、滑田鬼剣舞の三人加護に、二子鬼剣舞が一部アレンジ、デフォルメを加えたものであるが、鬼剣舞という伝統芸能が存在することを日本国中に、また、世界にアピールするきっかけを作った二子鬼剣舞の功績は評価に値する。1962年（昭和37年）から始まった『北上・みちのく芸能まつり』には第1回から出場しており、中止となった2020年（令和2年）と2021年（令和3年）を除き、連続で出場している。
湯本鬼剣舞（ゆもとおにけんばい）（和賀郡西和賀町）
1968年（昭和43年）頃から岩崎鬼剣舞から指導を受け、1979年（昭和54年）「印可之証」、1988年（昭和63年）「念仏剣舞秘伝書」を伝授され相伝。尚、当時指導に当たったのは岩崎鬼剣舞師匠の庭元・和田喜兵衛、小田島昌悦、和田房吉、和田義喜、千田金一である。
口内鬼剣舞（くちないおにけんばい）
1968年（昭和43年）に初演の後、1986年（昭和61年）岩崎鬼剣舞から相伝された。また、2000年（平成12年）には、滑田鬼剣舞より4演目伝授の認定書を受けた。
黒澤尻鬼剣舞（くろさわじりおにけんばい）旧"黒沢尻北鬼剣舞"
2003年（平成15年）12月に創設。元鬼柳鬼剣舞の師匠の指導を受けて発足し、2012年（平成24年）1月に鬼柳鬼剣舞道場にて、兄弟の盃を交わし鬼柳鬼剣舞の正式な弟子団体となる。
2018年（平成30年）12月15日に創設15年の節目を迎え、団体名称を黒沢尻北鬼剣舞から黒沢尻鬼剣舞と改めた。
2019年（平成31年）1月27日に、鬼柳鬼剣舞から'印可之証'を授与された。
椚の目鬼剣舞（くぬぎのめおにけんばい）
（花巻市）
伝承の詳細不明。
煤孫鬼剣舞（すすまごおにけんばい）（現在踊られていない）
伝承の詳細不明。
中笹間鬼剣舞（なかささまおにけんばい）（現在踊られていない）
伝承の詳細不明。
二の町鬼剣舞（にのまちおにけんばい）（六原鬼剣舞）（ろくはらおにけんばい）（胆沢郡金ケ崎町）
伝承の詳細不明。
船場鬼剣舞（現在踊られていない）　　　　　　　　　　　　　　　　　　　　　　　　　　　　　　　　　　　　　　　　　　   　伝承の詳細不明。

##### 岩崎新田鬼剣舞
1984年（昭和59年）二岩崎鬼剣舞に指導してもらい現在は多くの演目が踊られている。

##### 黒岩鬼剣舞
滑田鬼剣舞の系統で2002年（平成14年）に黒岩の三方木、舘地区で二子鬼剣舞の指導を受けて発足。今現在も多くの演目が踊られている。

#### 県外の鬼剣舞

##### 京都鬼剣舞京都
・岩手県北上市に伝わる「岩崎鬼剣舞」を継承した関西発の団体で、1998年（平成10年）に活動を開始した民俗芸能団体です。
- もともとは高槻民部の会として多くの民俗芸能を踊る。民舞の会の代表が「鬼剣舞」に出会い岩崎鬼剣舞の稽古に10年間通い、庭元（師匠）から印可の証を受けたことが発端です。これを機に「京都鬼剣舞」が発足しました。 その後、2000年代には更なる伝授を受け、正式に「京都鬼剣舞」として活動名を確立しました

##### 札幌鬼剣舞札幌
- 1987年（昭和62年）、岩崎鬼剣舞の指導を受けて札幌で立ち上げられた民俗芸能団体ですきたぶら北上市の伝統を受け継ぎ、北海道にその風を吹き込む貴重な保存活動と言えます。

##### 佐渡鬼剣舞佐渡
佐渡鬼剣舞とは、正式には 岩崎伝佐渡鬼剣舞 と呼ばれ、岩手県北上市で伝承される「岩崎鬼剣舞」の庭元から印可（伝承の許可）を受けて、佐渡島小木地区（新潟県）にて創設された民俗芸能団体です 。
上記以外にも、函館、東京、名古屋、関東、にも団体がある。他にも、県内外、海外（オーストラリア、パラグアイ、シンガポール等）の鬼剣舞の踊り組が存在する。また、全国高等学校総合文化祭郷土芸能部門で何度も優秀な成績を収め、2012年（平成24年）富山県で行われた第36回大会では文部科学大臣賞・最優秀賞を受賞した北上翔南高校鬼剣舞部のような、鬼剣舞をクラブ活動として行っている学校もある。

## 鬼剣舞伝承系図（時系列）
※ 相伝（秘伝書伝授）、指導、関連の出自、及び、現在活動休止中の踊り組も含む。
```
　xxxx
  ┃
　南下幅念仏剣舞
　┣━━━━━━━━━━━━┓　　
　岩崎  ？━南笹間━北藤根  相去
　┣━━━━━━┳━━┻━┳┻━━━━━┳━━┳━━┳━━━━━┳━━━━━┳━━━━┓
　御免町  　    滑田━函館     鬼柳━黒澤尻 湯本 口内 岩崎伝佐渡 京都 岩崎伝札幌 岩崎伝名古屋 岩崎新田
　┣━━━━┓  ┣━━┳━━┳━━┳━━━━━┛　　
　北鬼柳　 長沼 飯豊　谷地 村崎野 二子
                                  ┣━━━━━┓　　
                                二子流東京 　黒岩
　
  椚の目  煤孫  中笹間  二の町  船場
```

## 鬼剣舞が登場する創作
- 時代劇：『暴れん坊将軍II』第86話「吉宗、ざん悔の鬼剣舞!」
- 時代劇：『水戸黄門』
  - 第2部 第7話「人情鬼剣舞 -花巻-」
  - 第14部 第7話 「無法裁いた孤独の十手 -花巻-」
- 漫画：篠原ウミハル『鬼踊れ!!』（芳文社、第1巻～第3巻）[14]
- 青森ねぶた：サンロード青森 「北の炎 『阿弖流為』」 作・千葉作龍（2004年制作）の送り絵

## 実際の鬼剣舞が登場する作品
- 映画男はつらいよ 夜霧にむせぶ寅次郎 1984年公開